# バスケットメーカー・ドッグ
バスケットメーカー・ドッグ（英：Basket maker Dog）は、アメリカ合衆国原産のインディアン・ドッグのひとつである。

## 歴史
アメリカ大陸に人間がはじめてたどり着いたとき、人と一緒に渡来してきた犬が直系の先祖であるとされている、非常に古い犬種である。その名の通りバスケットメーカー族によって飼育され、使役されてきた。猟犬として獲物を狩ったり、物の運搬を手伝ったり、番犬として家や村を見張ったり、ペットとして飼われたりなどして多目的な役割を果たしていた。又、他のインディアン・ドッグと同様に、時には食用にされることもあった。
かつては数多く飼育されていたが、バスケットメーカー族の権利が抑圧されるようになると生活苦により頭数が減少し、絶滅寸前になってしまった。
現在もバスケットメーカー族によって飼育が行われているが、頭数は極めて少なく、絶滅の危機は脱せていない。
尚、その姿がよく似ているカロライナ・ドッグは本種が受難の時期を迎えた時に放犬・脱走したものが野生化し、環境に適応して誕生したといわれている。

## 特徴
その姿は非常に原始的で無駄が無く、シンプルである。筋肉質の引き締まった体つきで、身体能力は非常に高い。胸板が厚く、力も強い。耳は小さな立ち耳又は半立ち耳、尾は飾り毛の少ない垂れ尾。コートはスムースコートで、毛色は茶系の単色など。中型犬サイズで、性格は主人家族に忠実だが、警戒心が強い。環境適応力が強く、粗食にも耐え、スタミナが多い。運動量は多く、遺伝的にかかりやすい病気は無い。平均寿命は15年と長く、飼いやすい犬種である。